# Annemarie Stabrey
Annemarie Stabrey (* 18. August 1941 als Annemarie Bauer in Chemnitz) ist eine deutsche Autorin, Journalistin und Dokumentarfilm-Regisseurin.

## Leben und Werk
Die 1941 in Chemnitz geborene Stabrey arbeitete von 1958 bis 1961 als Lehrling bei der Deutschen Handelszentrale Pharmazie und Krankenhausbedarf in Halle (Saale). Später wirkte sie als Arztsekretärin und als Sachbearbeiterin an der Humboldt-Universität zu Berlin. Dort begann sie auch ein Studium der Medizin, das sie nicht beendete.
1969 begann Stabreys Laufbahn beim Film. Sie erhielt eine Anstellung als Regie-Assistentin am DEFA-Studio für Kurzfilme und absolvierte ein externes Studium an der Hochschule für Film und Fernsehen in Potsdam-Babelsberg. Durch ihr bestehendes Fachwissen aus ihrer früheren beruflichen Tätigkeit profilierte sich Stabrey ab 1973 als Regisseurin in der Abteilung Medizinfilm. Zuletzt drehte sie Anfang der 1980er-Jahre diverse Beiträge für die Kinowochenschau DEFA Kinobox, bevor sie 1982 nach Westdeutschland ausreiste.
Stabrey etablierte sich als Journalistin beim Hörfunk. Ihre Arbeitsschwerpunkte waren Ost- und Innenpolitik aber auch Gesundheitsthemen und Psychologie. Ab den 1990er-Jahren veröffentlichte sie diverse Sachbücher zu Ratgeberthemen. Größere Beachtung fand ihr Interview-Band Liebe bleibt jung. Geschichten um Sehnsucht und Partnerschaft von Menschen über Sechzig, der Andreas Dresen zu seinem Erfolgsfilm Wolke 9 inspirierte. Zwei Jahre später war sie Herausgeberin des Buchs zum Film.
2014 veröffentlichte Stabrey die Romane DIXIE & BLUES – Vertane Zeit und Staatenlos – Nach Weimar ohne Rückfahrschein als Books-on-Demand.

## Filmografie (Auswahl)
- 1973: Die Förderung der Bewegungsentwicklung des Kleinkindes in der Kinderkrippe (Regie, Lehrfilm)
- 1974: Bewegungsschulung für den Säugling (Regie, Lehrfilm)
- 1976: Die psychologisch-pädagogische Führung des Kindes im Krankenhaus (Regie, Lehrfilm)
- 1976: Die Zirkulation und Konsumtion von Arzneimitteln (Regie, Lehrfilm)
- 1977: Habilitation bildungsfähiger Vorschul- und Schulkinder mit zerebralen Bewegungsstörungen (Regie, Lehrfilm)
- 1978: Rehabilitation bildungsfähiger Vorschul- und Schulkinder mit zerebralen Bewegungsstörungen (Regie, Lehrfilm)
- 1979: Ärztliche und psychologische Hinweise zur Beurteilung der Kraftfahrtauglichkeit (Regie, Lehrfilm)
- 1981/82: Diverse Sujets für die Kinowochenschau DEFA Kinobox